# René Clair
René Clair, född René-Lucien Chomette den 11 november 1898 i Paris, död 15 mars 1981 i Neuilly-sur-Seine, var en fransk filmregissör och författare, medlem i Franska akademin. Han etablerade sitt rykte på 1920-talet som regissör av stumfilmer med komedi, ofta blandad med fantasi.

## Biografi
Född och uppvuxen i Paris började han 1914 att studera filosofi, och 1917, vid 18-års ålder var han ambulansförare under första världskriget innan han blev handikappad av en ryggmärgsskada. Tillbaka i Paris efter kriget började han en karriär som journalist på vänstertidningen L'Intransigeant.
Som ung journalist intresserade han sig för de flesta konstarter, men fastnade så småningom för filmen, dit han först kom som skådespelare. År 1922 utvidgade han sin karriär som journalist och blev redaktör för en ny filmbilaga till den månatliga tidskriften, Théâtre et Comœdia illustrés. Han besökte också Belgien och efter en introduktion från sin bror Henri, blev han assistent till regissören Jacques de Baroncelli i flera filmer.
De första filmerna han själv regisserade var Paris qui dort (1923) och dadaistparodin Entrácte med musik av Erik Satie (1924). Hans genombrottsfilm blev Den italienska stråhatten (1927). Vid slutet av stumfilmseran hyllades Clair som en av de stora inom filmen tillsammans med D.W. Griffith, Charlie Chaplin, Georg Wilhelm Pabst och Sergej Eisenstein. En rad komedier han gjorde under 1930-talet är poetiska parisskildringar med en samhällskritisk underton.
Clair var från början skeptisk till införandet av ljud till filmerna och kallade det ”en onaturlig skapelse”. Han insåg dock de kreativa möjligheterna som det erbjöd.
Under andra världskriget arbetade Clair i Hollywood, där han bland annat gjorde komedin Farlig som synden (1942).
Under 1950-talet kom en ny generation av franska kritiker och filmskapare som förväntade sig en förnyelse av filmen, och Clair själv blev allt mera kritiserad som representant för äldre film dominerad av nostalgi från yngre dagar. Hans status som en symbol för etablissemanget bekräftades ytterligare av hans inval i den Franska akademin 1960.
René Clair avled i sitt hem den 15 mars 1981, och han begravdes privat i Saint-Germain-l'Auxerrois.

### Författarskap
Clair började sin karriär som journalist och att skriva förblev ett viktigt intresse för honom och även i ökande grad med åren.
Som novellist har Clair bland annat publicerat Adams (1926), De film en aguille (1947) och La princesse de Chine (1951). Han har också givit ut sina samlade filmartiklar och recensioner, Réflexion faite (1951).

## Filmografi i urval
- 1924 – Entr'acte - de kloka galningarna (Entr'acte)
- 1925 – Paris sover (Paris qui dort)
- 1927 – Stormens offer
- 1928 – En italiensk stråhatt
- 1930 – Sången om Paris
- 1931 – Miljonen (Le million)
- 1931 – Två lyckliga hjärtan (À nous la liberté)
- 1933 – Paris dansar
- 1935 – Spöket reser västerut (The Ghost Goes West)
- 1935 – Den siste miljardären
- 1938 – Den döde tar till flykten
- 1941 – Farlig kvinna
- 1942 – Farlig som synden (I Married a Witch)
- 1943 – Till nu och för evigt (antologifilm, en av flera regissörer)
- 1944 – Det hände i morgon (It Happened Tomorrow)
- 1945 – …och sen var ingen kvar (And Then There Were None)
- 1947 – Allt för Madeleine
- 1950 – Djävulens bländverk
- 1952 – Nattens skönheter
- 1955 – Kärleksmanöver
- 1957 – Drömmarnas gränd
- 1965 – Bland skälmar och kanaljer

## Priser och utmärkelser
- René Clair höll nationella utmärkelser i Grand Officier de la Legion d'Honneur, Commandeur des Arts et des Lettres och Grand-Croix de l'ordre national du Mérite. Han fick Grand Prix du Cinéma Français under 1953.
- År 1956 blev han hedersdoktor vid universitetet i Cambridge.
- År 1960 valdes han till Académie française, men han var inte den första filmskaparen som hedrades med detta (han föregicks av Marcel Pagnol (1946), Jean Cocteau (1955), och Marcel Achard (1959)), men han var den första att väljas i första hand som en filmskapare.
- År 1994 etablerade akademin Prix René-Clair som ett årligt pris att tilldelas en framstående filmare.
- År 1967 utsågs han till hedersdoktor vid Royal College of Art i London.

Såväl som många utmärkelser för enskilda filmer, fick Clair hederspris vid Moskvas internationella filmfestival år 1979 för sina insatser för filmen.